# Conophytum bilobum
A Conophytum bilobum a szegfűvirágúak (Caryophyllales) rendjébe, ezen belül a kristályvirágfélék (Aizoaceae) családjába tartozó faj.

## Előfordulása
A Conophytum bilobum előfordulási területe a Dél-afrikai Köztársaság nyugati felén, főleg a Namaqualand régióban található.

## Alfajai
- Conophytum bilobum subsp. altum (L.Bolus) S.A.Hammer
- Conophytum bilobum subsp. claviferens S.A.Hammer
- Conophytum bilobum subsp. gracilistylum (L.Bolus) S.A.Hammer

## Megjelenése
Évelő pozsgás növény, amely legfeljebb 7 centiméter magasra nő meg. A két átellenesen ülő, vaskos levelei a tövüknél összeforrtak. A virága sárga színű és nincs illata.